# Lucinges
Lucinges is een gemeente in het Franse departement Haute-Savoie (regio Auvergne-Rhône-Alpes) en telt 1211 inwoners (1999). De plaats maakt deel uit van het arrondissement Saint-Julien-en-Genevois.

## Geografie
De oppervlakte van Lucinges bedraagt 7,7 km², de bevolkingsdichtheid is 157,3 inwoners per km².
De onderstaande kaart toont de ligging van Lucinges met de belangrijkste infrastructuur en aangrenzende gemeenten.

## Demografie
Onderstaande figuur toont het verloop van het inwonertal (bron: INSEE-tellingen).